# Blairstown (Iowa)
Pour les articles homonymes, voir Blairstown.
Blairstown est une ville du comté de Benton, en Iowa, aux États-Unis. Elle est fondée en 1862 et incorporée en 1868. La ville est nommée en l'honneur de John Insley Blair (en), entrepreneur du réseau ferroviaire.

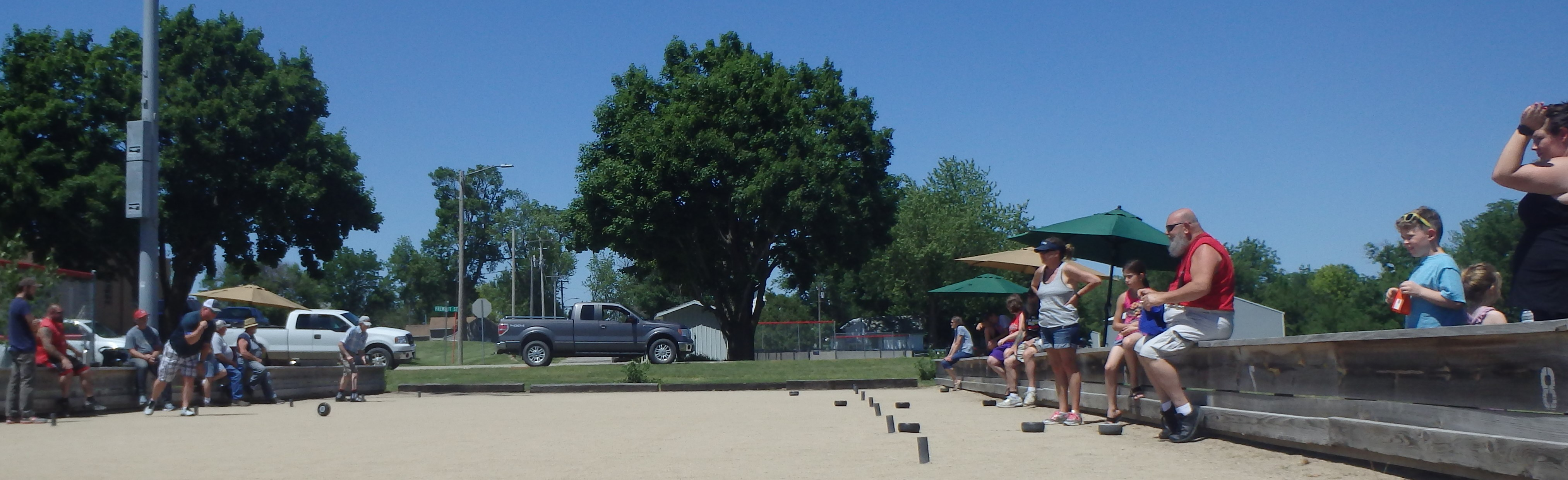
Des gens jouent et regardent Rolle Bolle à Blairstown, juin 2019.

## Source de la traduction
- (en) Cet article est partiellement ou en totalité issu de l’article de Wikipédia en anglais intitulé « Blairstown, Iowa » (voir la liste des auteurs).